# Ewald Otto
Ewald Otto (* 11. November 1799 in Stuttgart; † 14. Juli 1841 in Marienbad in Böhmen) war württembergischer Obertribunalrat.

## Leben
Er war ein Sohn des württembergischen Finanzbeamten Christian Friedrich von Otto (1758–1836) und begleitete 1815 den Vater als Kanzleigehilfe nach Frankreich, machte dann eine Lehre bei Stadtschreiber Frey in Markgröningen und studierte ab 1817 in Tübingen. Nach der 1. Dienstprüfung war er ab 1821 Referendär 2. Classe beim Gerichtshof in Esslingen, wo er die erste Hälfte des Jahres beim Justizministerium, die zweite Hälfte beim Oberamtsgericht in Leonberg verbrachte. Nach der 2. Dienstprüfung 1823 war er Oberamtsgerichtsaktuar beim Oberamtsgericht Herrenberg, 1824 Assessor beim Gerichtshof für den Neckarkreis in Esslingen, 1830 Oberjustizrat in Ulm, 1831 Oberjustizrat und Pupillenrat beim Gerichtshof in Esslingen, 1835 Obertribunalassessor und Pupillenrat mit Titel eines Oberjustizrats beim Obertribunal Stuttgart, 1837 ordentliches Mitglied beim Strafanstalten-Collegium und 1841 Obertribunalrat.
Er war ab 1840 Ritter des Württembergischen Kronordens, verbunden mit Personaladel.
Er gehörte 1817 der Burschenschaft Germania Tübingen an. Zu seinem Freundeskreis zählten der Obertribunalvizepräsident Carl von Sternenfels (1798–1878), der Theologe Carl von Kapff (1805–1879), der Oberjustizprokurator Heinrich Georgii, der Strafrechtler Carl Georg von Waechter (1797–1880), der Staatsrechtler Robert Mohl (1799–1875) und dessen Bruder, der Orientalist Julius Mohl (1800–1876).
Er heiratete 1826 in Esslingen Sophie Heigelin (1806–1834). Der Ehe entstammte der Sohn Adolf Otto (1827–1898).